# Luka Kirac
Don Luka Kirac (Medulin, 27. rujna 1860. – Rakotule, 3. siječnja 1931.) je bio hrvatski katolički svećenik, hrvatski narodni preporoditelj i političar.
Rodio se u Medulinu u seljačkoj obitelji. Pripada skupini inteligentne djece koju je na putovanjima po istarskim selima tražio Juraj Dobrila radi omogućavanja školovanja hrvatskoj djeci, da bi ta djeca poslije mogla pomoći svom narodu. U rodnom je Medulinu Kirac završio pučku školu. Srednju je školu pohađao u Senju i Rijeci. Bogoslovlje je pohađao u Gorici. 
Nakon zaređenja za svećenika djelovao je na Poreštini. Nakon toga crkvene ga vlasti premještaju u mjesta na jugu Istre, u Krnicu i Rakalj. U Barbanu je osam godina bio župnikom, od 1887. do 1895. godine. Ondje se počeo zanimati za povijest Hrvata svog kraja. Poslije Barbana bio je župnik u Ližnjanu te poslije toga u Medulinu.  Na izborima 1908. godine izabran je za zastupnika u Pokrajinskom saboru. To je postao dok je bio župnik u rodnom Medulinu. Kao političar tražio je put pomirenja i suradnju među 'liberalnim' strankama, po čemu se je razlikovao s dijelom hrvatskih (i slovenskih) narodnih boraca s Istre (Božo Milanović, Petar Sironić). I kao političar zadržao je svećeničku crtu pomirenja i brige za siromahe. Kao zastupnik iskazao je brigu za siromašne i bolesne koji su umirali diljem Istre, kojima nije bilo spasa ni na selima niti u bolnicama, jer se ondje s njima neljudski postupalo. Kamogod da je otišao, zapamtili su ga kao darežljiva čovjeka, koji je misio besplatno siromasima, pomagao savjetom, novcem i dobrom riječi. Kao takav zamjerio se i austrijskoj upravi i ekonomski znatno jačem istarskom talijanskom građanstvu. Predsjednik Medulinske posujilnice.
U nacionalnom pitanju, afirmirao je ideje borbe hrvatskog i slovenskog naroda za svoja prava, a važno je držao i toleranciju, nikad ne rekavši nepravednu riječ o Talijanima, bili oni s Istre ili iz Italije. Borio se iredentističke liberalne i talijanaške buržoazije koja je svoju financijsku nadmoć crpila iz eksploatacije prvenstveno hrvatskoga seljaštva pokrajine Istre.
Početkom prvog svjetskog rata austrijske su ga vlasti zbog toga držale pod nadzorom. Prvo su ga internirale, a potom je bio pod pojačanim nadzorom. Kad je Italija izdala savez s Austro-Ugarskom i napala dojučerašnjeg saveznika, vlasti su izgnale Kirca. Put ga je odveo preko Austrije, Mađarske, Češke i Moravske, kamo su vlasti bile sklonile južnoistar. žene, djecu i starce. 
Nove političke okolnosti nakon rata još su mu manje išle na ruku. Pokazalo se kako je pametan bio Kirčev pristup kojim je nastojao ugasiti nepotrebne međusobne trzavice, jer pravi je problem bio na drugom mjestu. Osobito se to vidjelo kad je nastupio fašistički teror, koji su onemogućili svako političko djelovanje, ugasili sva politička glasila, sve narodne novine na hrvatskom i slovenskom jeziku. U Istri nije ostao nitko, jedino je ostalo u izvan Istre u Trstu Društvo sv. Mohora za Istru koje je vodio Božo Milanović. Luka Kirac bio je nepoćudan novim gospodarima Istre. Italija ga kao sumnjivu osobu konfinira na Liparima i Sardiniji (1919. – 21.). Potom su mu naredili boravak u Rakotulama koje nikako nije smio napustiti, osim ako mu policija to nije dopustila. Ondje je bila zadnja postaja njegova župnikovanja. Pamti se 1921. kad su se mještani organizirali i na dogovoreni znak zvona sa zvonika crkve sv. Roka oružjem suprotstavili pokušaju fašista da zatoče Kirca i spale mu knjige. Izložen je bio svakakvom fašističkom zlostavljanju. Fašisti su ga puta pokušali ubiti, knjige su mu spalili, a spasio ga je narod koji ga je branio. Fašističke prijetnje nisu ga zaustavile u radu. Oko 1925. godine otkrio je zidne slike u crkvi Sv. Nikole u Rakotulama. U Rakotulama je i umro. 
Pripadao je najznamenitijim Istranima svog vremena koji su branili, čuvali i štitili hrvatski nacionalni duh za burnih vremena talijanizacije Istre.
Kao i ine istarske intelektualce, jačanje talijanskog iredentizma, akulturiranje i asimiliranje Hrvata usmjerilo ga je ka starčevićanskom pravaštvu, jedinoj pravoj podlozi za borbu protiv talijanizacije poluotoka Istre. 
Još je u mladosti postao svjestan kako talijanska povijesna znanost krivotvori i pristrano prikazuje činjenice o Istri, pa se zbog toga dao u proučavanje povijesne građe, posebice pohranjene arhivske građe u župama. Ispisivao je stare akte i dokumente, čitao bilješke svog prethodnika, hrvatskog preporoditelja, općinskog čelnika Josipa Batela. Iako nije bio školovani povjesničar, pokazao se vrsnim proučavateljem povijesti. Teme o kojima je pisao bile su doseljavanje Slavena i Hrvata na poluotok Istru, prodor hrvatskog puka u gradove i kaštele, opstojnost kulture hrvatskog naroda, zemljopisna raširenost po selima i ostalo. To su bile teme koje su u povijesnoj znanosti dotad bile zanemarene i krivo prikazivane. Za razliku od dotadašnje prakse povjesničara, Kirac je bio ispred svog vremena. Nije opisivao feudalce, nego opisuje narod, gledajući povijest u životu, radu i djelovanju širokih narodnih slojeva.
Uvidio je da će rezultati njegovih istraživanja srušiti talijanske teze i da iredentisti ne će prezati ni od uništenja povijesnih dokaza koji im ne idu u prilog. Već je imao neugodno iskustvo s požarom koji je u općini uništio stare hrvatske dokumente i istovremeno uništio dokaze malverzacije talijanaške općinske uprave kojoj je bio čelnik odnarođeni Hrvat Malabotich. Zbog toga je spasio dokumente iz župe njegovog rodnog Medulina potajice prokriomčariti u Zagreb gdje su pohranjene u Arhiv JAZU. Dio tih dokumenata bio je pisan glagoljicom, što je bila 'crvena krpa' za agresivnu talijansku iredentu. 
Zbog toga njegov najznačajniji rad Crtice iz istarske povijesti koji je prikaz srednjovjekovne povijesti Hrvata na poluotoku Istri nije objavljen za života, nego je stajao u rukopisu sve do nakon oslobođenja Istre 1946. godine. Tad ih je priredio Matko Rojnić, a pogovor je napisao još jedan hrvatski velikan Istre, Viktor Car Emin. U radu je Kirac pisao o doseljavanju Hrvata, razvitku feudalnog društva i kulturi hrvatskog naroda. Rad je dobio pohvale od Ferda Šišića i Matka Laginje još dok je bio u rukopisu. U Crticama se pored tema doseljavanja Hrvata i Slovenaca, bavio Rižanskom skupštinom, glagoljicom, županima, Istarskim razvodom.
I mrtvi Luka Kirac bio je opasnost za talijanske vlasti. Kad su mu tijelo dopremili iz Rakotula u rodni Medulin 6. siječnja 1931., to je bio veliki događaj. Puk je nagrnuo od svakuda radi posljednjeg oproštaja od voljenog mještanina. Fašističke vlasti su njegov sprovod shvatile kao provokaciju.
Danas se u Medulinu nalazi spomen-ploča u spomen na Luku Kirca.
O radu Luke Kirca pisali su I. Mihovilović, Josip Demarin, I. Erceg, Miroslav Bertoša, Josip Bratulić i drugi.

## Djela
- Glagoljska liturgija u Istri, objavljena u Edinosti, 1926.
- Jedan popis pučanstva iz godine 1945. u općinama Barbanu i Raklju u južnoj Istri, Luč, 1928.
- Crtice iz istarske povijesti, 1928.